# Tema da Hélade
O Tema da Hélade (em grego: θέμα Ἑλλάδος; romaniz.: Théma Helládos), também chamado de Tema Heládico, foi um tema (província civil-militar) bizantino que abrangia a parte central da Grécia, a Tessália e, até 800, o Peloponeso. Ele foi fundado no final do século VII e sobreviveu até o final do século XI ou início do XII.

## História
"Hélade" era o nome pelo qual os territórios atualmente pertencentes à moderna Grécia eram denominados durante a Antiguidade Clássica, principalmente antes da conquista romana da região. Pelo século VI, o termo foi utilizado para designar o sul da Grécia num contexto administrativo, sendo empregado no "Sinecdemos" como um nome alternativo para a província romana de Acaia. Durante o século VII, o colapso definitivo da fronteira do Danúbio permitiu houvesse grandes quantidades de invasões e assentamentos esclavenos (eslavos meridionais) por toda a península balcânica. Na Grécia, as tribos eslavas tiveram liberdade quase total para saquear e se assentar definitivamente, principalmente porque a atenção bizantina estava voltada para as recentes invasões islâmicas no oriente. A maior parte da população grega nativa fugiu para as cidades fortificadas, para as ilhas e para a Itália.
A criação do Tema da Hélade ocorreu em algum momento entre 687 e 695, durante o primeiro reinado do imperador Justiniano II (r. 685-695 e 705-711), possivelmente como resultado direto de sua campanha contra os eslavos de 688-689. O primeiro estratego de Hélade aparece em 695: Leôncio, antigo estratego do Tema Anatólico, que havia caído em desgraça após sua derrota na Batalha de Sebastópolis Ainda que as fontes contemporâneas não apliquem o termo "tema" para a Hélade até depois do século VIII, utilizando o termo estratégia (strategia; "generalato") ao invés dele, é quase certo que a Hélade desde o início era uma entidade administrativa plena, controlando as terras da antiga província de Acaia que ainda permaneciam sob controle imperial. A abrangência original do tema é incerta e debatida entre os estudiosos, mas, baseado na extensão do controle bizantino, seu território deve ter abrangido a costa oriental da península (a parte oriental da Grécia central e partes da Tessália), possivelmente incluindo o Peloponeso oriental, além de algumas ilhas do Egeu como Esquiro e Ceos. Não se sabe se a capital era Atenas ou Tebas; provavelmente esta última, pois ela certamente era a capital no início do século X. Na segunda metade deste mesmo século, porém, o estratego se mudou para Lárissa.
Dada a falta de profundidade para o interior, as atividades do tema originalmente se orientavam primordialmente para o mar. O imperador Justiniano II assentou alguns milhares de mardaítas lá, que proviam tripulações para os esquadrões marítimos locais. O número de tropas terrestres, por outro lado, permaneceu baixo por toda a existência do tema, chegando talvez a 2 000 de acordo com as estimativas de Warren Treadgold. A frota de Hélade teve um proeminente papel durante a revolta bizantina anti-iconoclasmo de 726. Durante o século VIII, porém, a autoridade imperial gradualmente se estendeu para o interior. Os habitantes eslavos locais foram cristianizados e sujeitados à autoridade bizantina, geralmente em distritos autônomos próprios sob um arconte. Este processo foi paralisado por outra onda de invasões eslavas na década de 740. A expedição contra eles do ministro Estaurácio em 783 restaurou e expandiu o controle imperial novamente na região, especialmente no Peloponeso e na Grécia setentrional, o que eventualmente levaria à separação do que seria o Tema do Peloponeso por volta do ano 800.
Durante o século IX e início do X, Hélade sofreu com raides sarracenos, especialmente após a conquista de Creta pelos árabes na década de 820 e a fundação do estado pirata do Emirado de Creta. Além disso, repetidos ataques do tsar Simeão (r. 893–927) da Bulgária, chegaram até o Peloponeso.Koder 1976, p. 60–61 Mesmo assim, a Hélade, a partir do final do século IX e juntamente com o resto da Grécia, passou a mostrar sinais de crescente prosperidade, como a fundação de novas cidades e a fundação de diversas novas indústrias (principalmente a da seda em Tebas). A ameaça búlgara continuou sob Samuel (r. 997–1014), que ocupou a Tessália em 987 e lançou diversos raides devastadores na região central da Grécia e no Peloponeso até sua derrota na Batalha de Esperqueu em 997. A região gozou de um longo período de paz depois disso, interrompido apenas pelos raides durante a revolta de Pedro Deliano (1040-41) e o fracassado ataque normando na Tessália em 1082-1083.
Durante os séculos X e XI, o governo de Hélade era geralmente acumulado com o do Peloponeso por um único estratego e conforme a administração civil ganhava importância, a mesma prática passou também a ser adotada ali, com protonotários, pretores e kritai sendo nomeados para ambos os temas. A Tessália parece ter sido destacada de Hélade e fundida no Tema de Tessalônica a partir do início do século XI até algum momento do século XII. Ao final do século XI, o tema conjunto Hélade-Peloponeso caiu sob o controle do mega-duque, o comandante-em-chefe da marinha bizantina e, por conta de suas ausências prolongadas, a administração local era de fato exercida por um pretor, uma posição geralmente mantida por um oficial sênior e de distinção, como os juristas e acadêmicos Aleixo Aristeno e Nicolau Hagioteodorita Porém, cada vez mais pequenas jurisdições apareciam no território do tema conjunto e que evoluíam para pequenos distritos fiscais, chamados de várias maneiras: órios (oria), cartularatos (chartoularia) e episkepseis no século XII[a], enquanto que os antigos temas de Hélade e do Peloponeso gradualmente minguavam como entidades administrativas. O território de Hélade permaneceu sob o controle bizantino até o início do século XIII (1204-1205), quando, após o saque de Constantinopla pela Quarta Cruzada, a região caiu sob o controle dos estados latinos de Tessalônica e Atenas.